# Agostino Abbagnale
Agostino Abbagnale (ur. 25 sierpnia 1966 w Pompejach) – włoski wioślarz, trzykrotny złoty medalista olimpijski.
Jest młodszym bratem Carmine i Giuseppe, także mistrzów olimpijskich w wioślarstwie. W 1988 zwyciężył z kolegami w czwórce podwójnej, osiem lat później triumfował w dwójce wspólnie z Davide Tizzano (członkiem osady z Seulu). W Sydney w 2000 ponownie zwyciężył w czwórce. W czwórkach był mistrzem świata w 1997 i 1998.